# Галерея изящных искусств (Амман)
Иорданская национальная галерея изящных искусств (араб. المتحف الوطني الأردني للفنون الجميلة‎, англ. Jordan National Gallery of Fine Arts, JNGFA) — художественный музей в иорданском городе Амман, открытый в феврале 1980 года; музейная коллекция включает в себя более 2000 работ; специализируется на произведениях современного искусства, созданных художниками из Азии и Африки; реконструкция и расширение музейного зданий произошли в 2007 году по проекту архитектора Мухаммеда аль-Асада; проводит временный выставки современных авторов — как групповые, так и персональные.

## История и описание
Иорданская национальная галерея изящных (изобразительных) искусств, JNGFA, была основана в Аммане в 1980 году — под патронатом короля Хусейна и королевы Нур аль-Хусейн. Сегодня фонд галереи включает в себя более 2000 произведений современного искусства: картины, гравюры, скульптуры, графические работы, фотографии, инсталляции, произведения из ткани и керамику; фокусируясь на искусстве Азии и Африки, коллекция содержит работы более чем 800 художников из 59 стран мира: из Алжира, Армении, Австралии, Бахрейна, Дании, Египта, Франции, Ганы, Индии, Индонезии, Ирана, Ирака, Италии, Японии, Иордании, Швейцарии, Тайваня, Таджикистана, стран бывшей Югославии и так далее.
Реконструкция и расширение здания музея проходили в 2007 году — работы, проводившиеся по проекту архитектора Мухаммеда аль-Асада, получили архитектурную премию «Aga Khan Award for Architecture» (AKAA). 21 мая 2013 года в музее открылась масштабная выставка «70 лет современному искусству в Иордании», проходившая при содействии иорданского художественного общества «The Royal Society of Fine Arts» (RSOFA) и ставшая крупнейшей в истории страны. Широкой публике были продемонстрированы более 200 произведений, созданных 195 иорданскими художниками из разных поколений: произведения включали в себя как картины и скульптуру, так и видео-арт и инсталляции.
18 мая 2009 года, по случаю Международного дня музеев, JNGFA запустила свой новый проект «Touring Museum», направленный на ознакомление деревенского (сельского) населения в арабском мире (и в развивающихся странах в целом) с современным искусством. Первым опытом проекта, проводимого совместно с Министерством образования страны, стало посещение галереей средней школы для девочек Аль-Язеди в городе Эс-Салт. Проект включает в себя выставку оригинальных работ из постоянной коллекции музея, а также — мастер-классы и лекции как художников, так и исследователей современного искусства.